# الضريح الأخضر
الضريح الأخضر (بالتركية: Yeşil Türbe)‏ هو ضريح السلطان العثماني الخامس، محمد الأول بن بايزيد الأول الذي تُوفي عام 1421م الموافق 824هـ، والضريح موجود في تركيا بمدينة بورصة التي كانت عاصمة الدولة العثمانية آنذاك.
بَنىَ هذا الضريح السلطان مراد الثاني فوق قبر والده السلطان محمد الأول بعد وفاته، وقام المهندس المعماري «حاج عوض باشا» (بالتركية: Hacı İvaz Paşa)‏ بتصميم الضريح الأخضر وهو الذي صَمَّمَ من قبل الجامع الأخضر المقابل له والذي بناه السلطان محمد الأول قبل وفاته.
توجد مجموعة أخرى من القبور حول الجدران الخارجية للضريح، ومجموعة أخرى بعيدة تبعُد 15 متراً خارج باب الضريح منها قبر «لحسن جان».

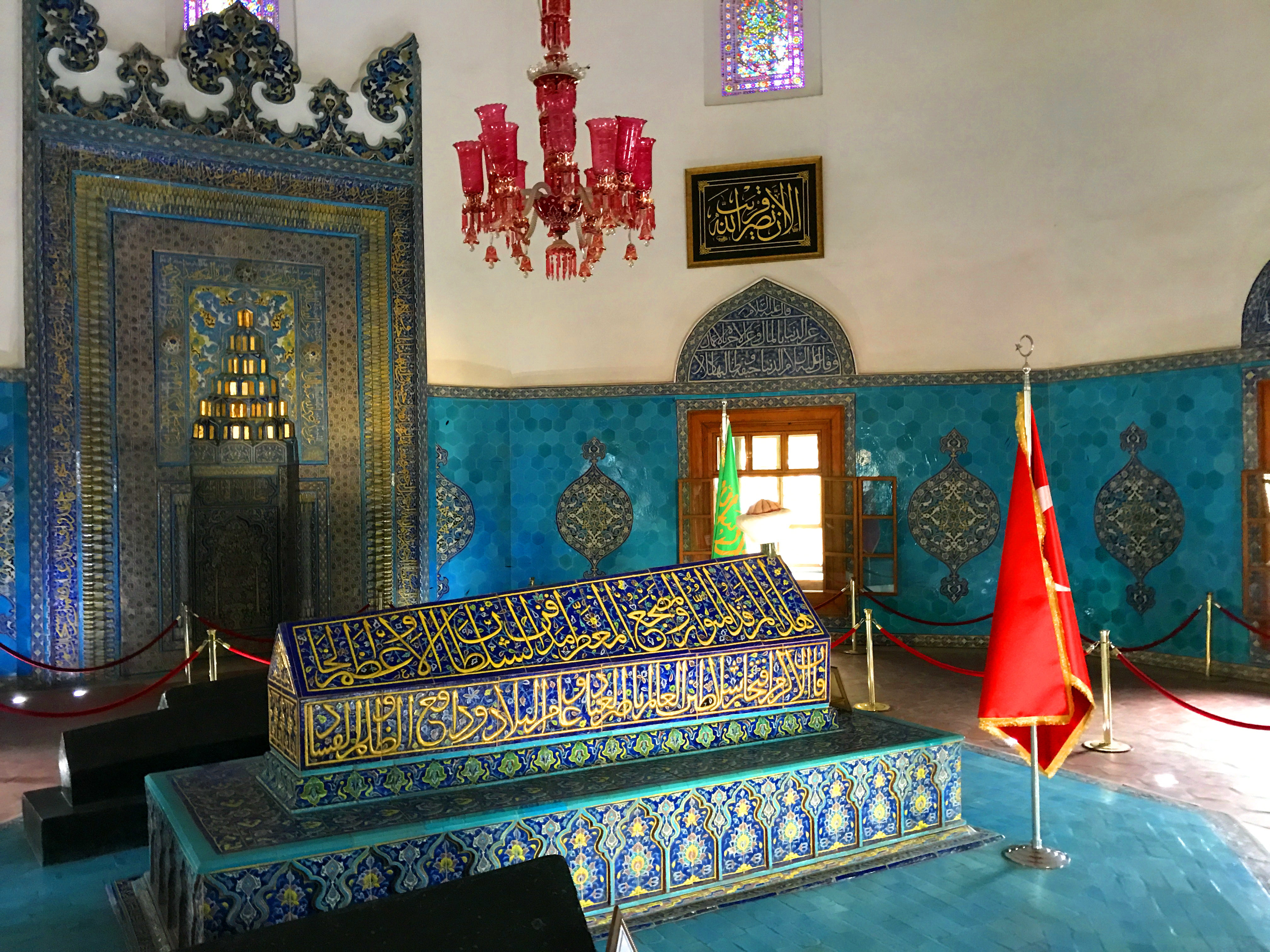
منظر عام من داخل الضريح الأخضر لقبر السلطان محمد الأول وبجانبه بعض قبور أبنائه، ومن ورائه المحراب وإحدى النوافذ الأرضية الست، والزخرفة الداخلية على الجدران والثريا التي أُضيفت لاحقاً.

## العمارة

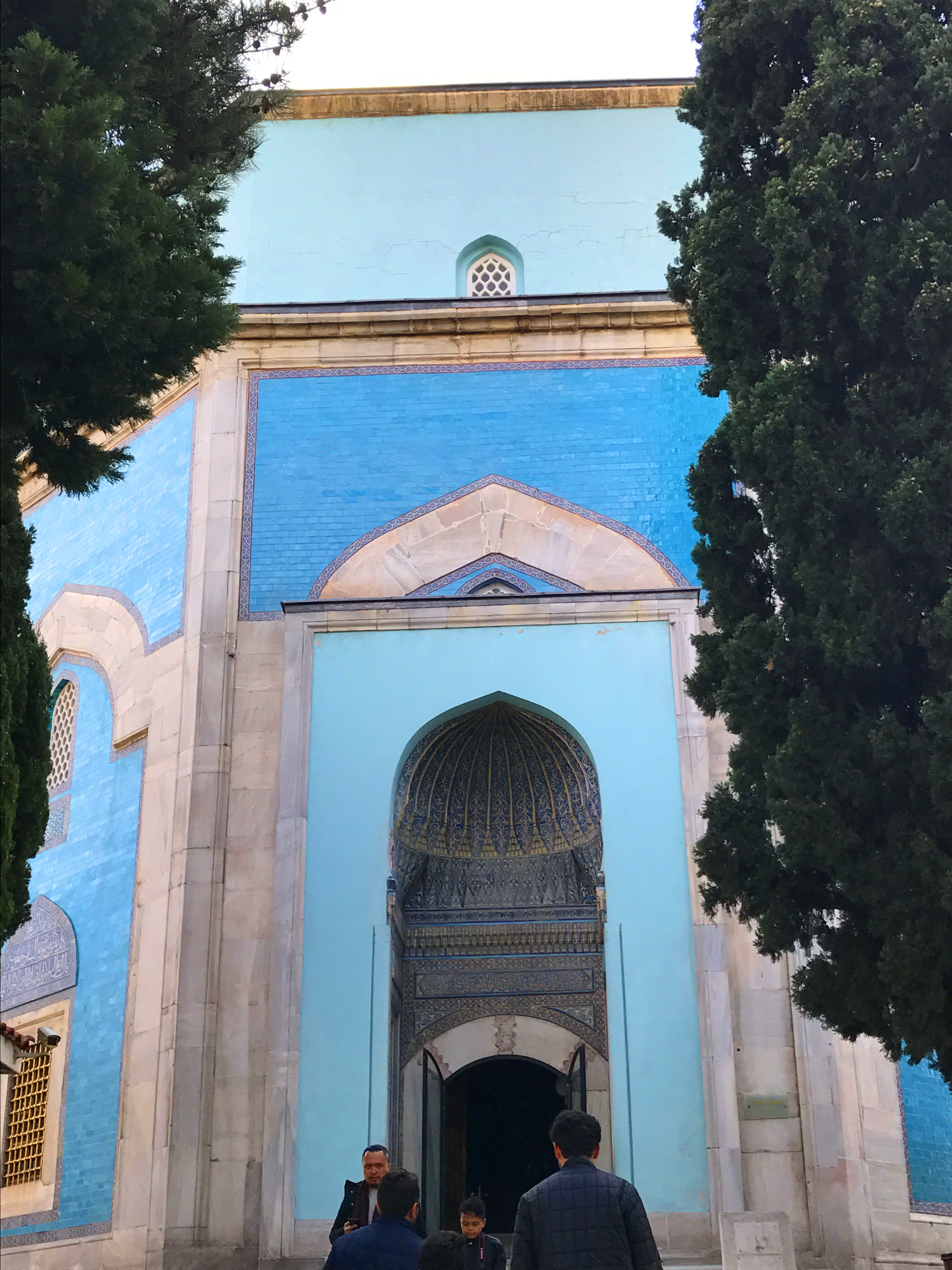
مدخل الضريح الأخضر.

بُنيَ الضريح على شكل ثماني الأضلاع وتعلوه قُبّة نصف كروية.
الجزء الخارجي من الضريح مكسو باللون الأزرق والأخضرالذي أعطاه ذلك الاسم.
باب المدخل يعلوه قبو على شكل «نصف مظلة»، وقد زُيّن الضريح بالمقرنصات فوق المقاعد الرخامية على جانبي المدخل.
باب الضريح مُزخرف ببلاطات إزنيق بأنماط زهرية باللون الأزرق والأبيض والأصفر.
أبواب الضريح خشبية ومنحوتة بدقةّ وفنّ.
يوجد بداخل الضريح محراب لمن أراد الصلاة لله أثناء الزيارة، بحيث تكون القبور في ظهر المُصلِّي.
تم استبدال أغلبية بلاطات الزينة الخزفية التي تزين الجدران الداخلية والخارجية للضريح بأخرى من كوتاهيا في عملية الترميم التي تلت زلزال بورصة عام 1855م.
أُضيفت الثريا والزجاج الملون والنوافذ لاحقاَ.

## وصف الضريح
يوجد «الضريح الأخضر» وسط مجموعة من أشجار السرو على قمة تل في حي «الأخضر» (بالتركية: Yeşil)‏ بمدينة بورصة، وبناء الضريح أعلى من بقية المباني حوله، ويقع الضريح على بُعد حوالي 50 متراً من الجامع الأخضر الذي بناه السلطان محمد الأول.
مخطط الضريح على شكل مثمّن وله ثمانية جدران وتوجد قبة واحدة تعلو البناء مستندة فوق قاعدة مثمنة أيضاً بها نوافذ.

في الجدرن الثمانية للضريح، يوجد جدار به المحراب، وآخر به الباب، وستة جدران بكل واحد منهم نافذة كبيرة تعلوها فتحة زجاجية للإضاءة.

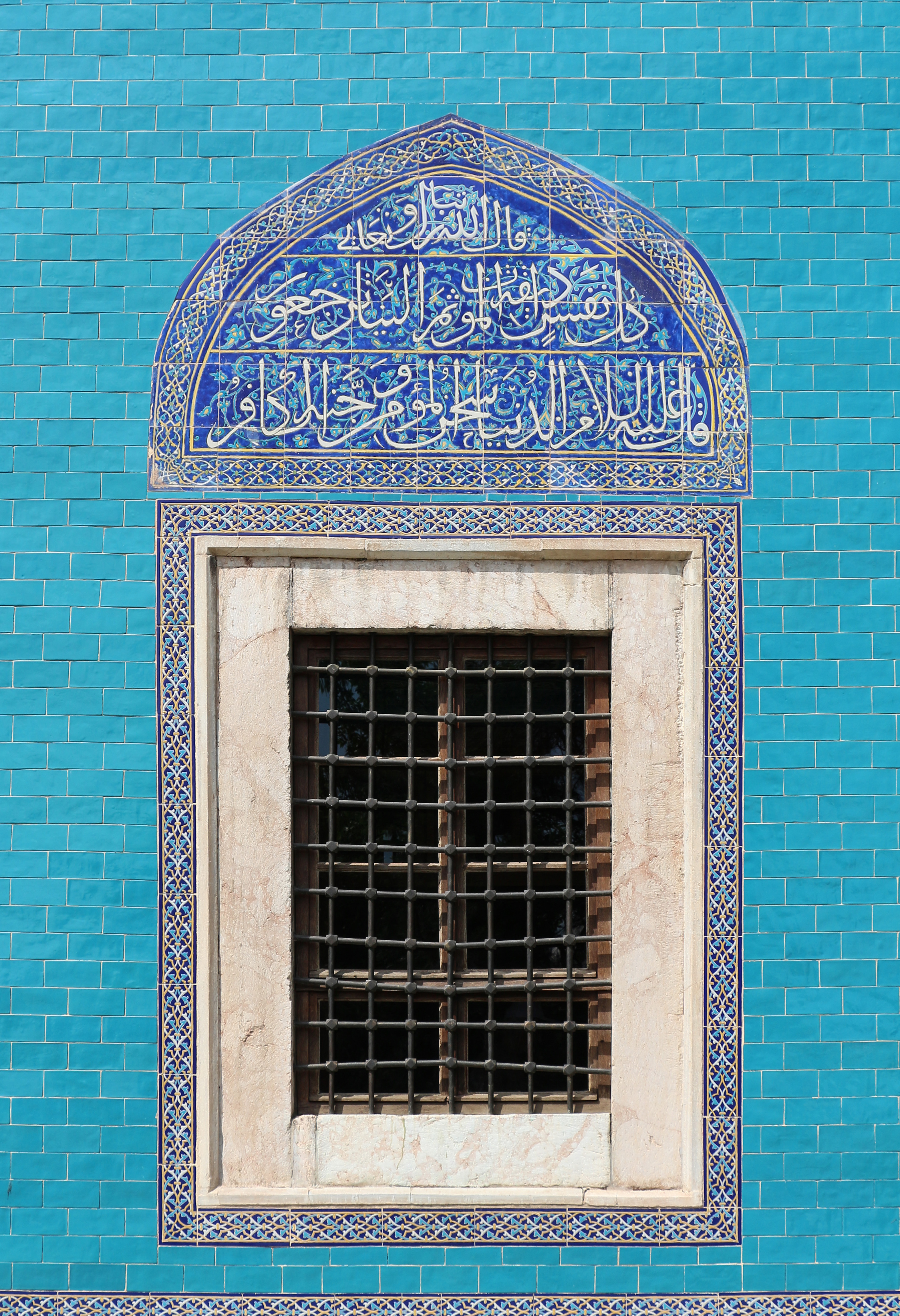
أحد النوافذ الخارجية للضريح ويعلوها نص قوس من البلاط الصيني المزخرف والمكتوب عليه آيات من القرآن الكريم.

### النوافذ
توجد نافذتان في كل جدار من جدران النوافذ الستة، إحداهما نافذة كبيرة في الجزء الأسفل من الجدار للإضاءة ولإدخال الهواء.
توجد ثماني مشكاوات صغيرة (نافذة زجاجية) للإضاءة في الجزء العلوي من الجداران الثمانية، فوق كل نافذة من النوافذ الست وفوق المحراب وفوق الباب.
في قاعدة القبة المثمن مشكاة (نافذة زجاجية) تعلو المشكاة الأولى في الجدار.
يوجد «طبلة» (إطار عُلويّ) أعلى كل نافذة من النوافذ الأرضية من داخل الضريح على شكل قوس من البلاط الصيني المزخرف الأزرق، في وسطه أحاديث للرسول عليه الصلاة والسلام. تبدأ بقول «قال عليه السلام» في أعلى القوس، ويليه سطران فيهما أحاديث. تلك الأحاديث يلزمها التخريج لبيان صحتها.

وعلى كل نافذة من خارج الضريح يوجد قوس مماثل (طبلة) بزخرفة من البلاط الصيني باللون الأزرق، ويوجد وسط القوس ثلاثة أسطر باللغة العربية تحوي آيات من القرآن الكريم.

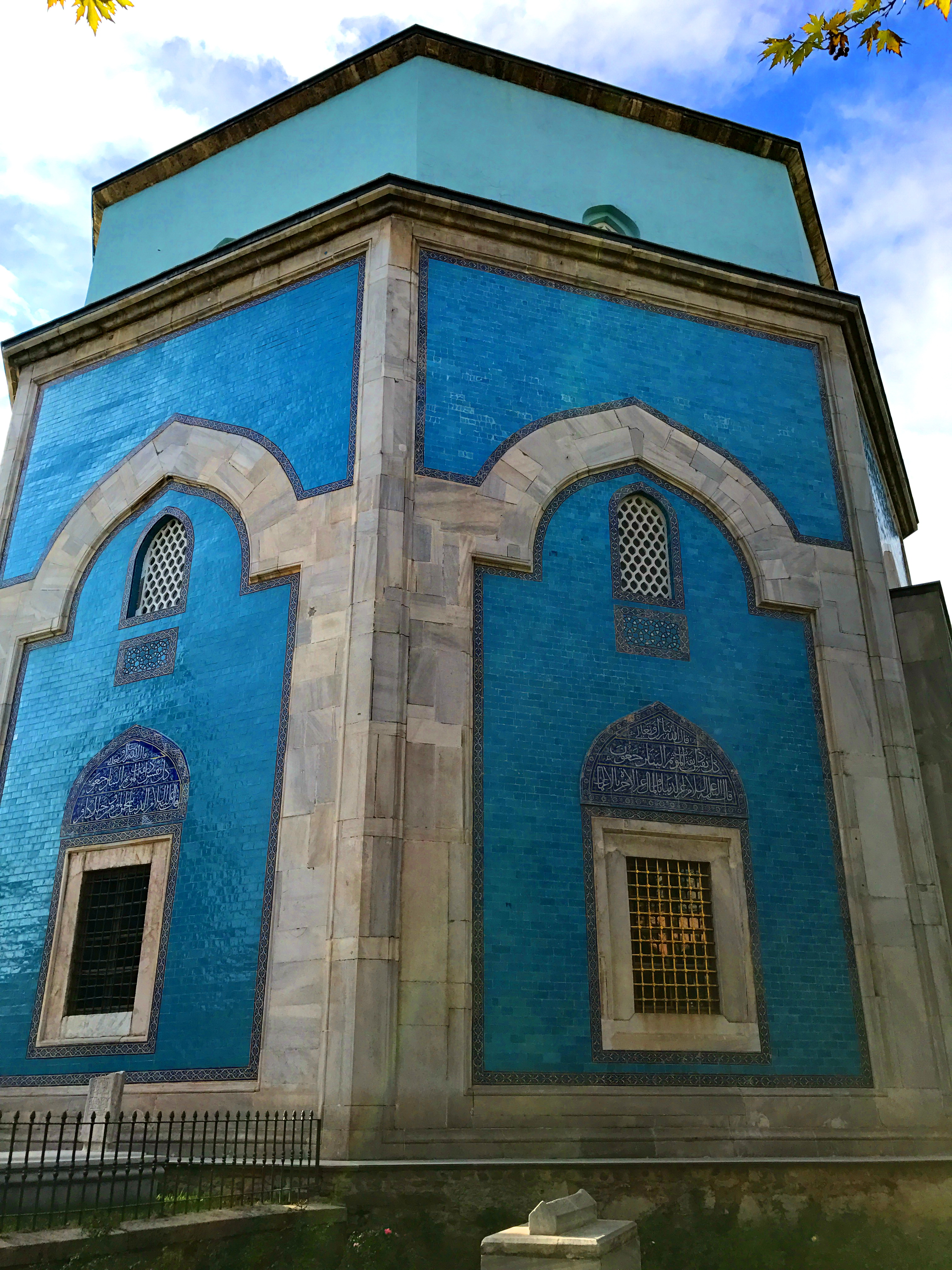
النوافذ الخارجية لجدران الضريح، وفوقها قاعدة القبة التي لاتظهر في هذه اللقطة. يوجد نافذتين في كل جدار يعلوهما نافذة في قاعدة القبة.

### الجدران
الجدران الخارجية للضريح مكسوّة بالبلاط الصيني باللون الأزرق الفاتح، ويوجد إطار خارجي حول كل جدار يحوطه إطار من الرخام.
أما الجدران الخارجية لقاعدة القبة فلا زخرفة بها، وهي مصبوغة باللون الأزرق الفاتح وليس بها أعمال رخامية.
الجدران الداخلية للضريح نصفها السفلي مَكسُوّ ببلاطات سُداسية الشكل خضراء وزرقاء.
والجزء العلوي من الجدران الداخلية مصبوغ بلا زخرفة. قد يكون سبب ذلك أن المعماري الفرنسي «ليون بارفِيّيه» الذي رمم الجامع الأخضر بعد زلزال بورصة 1855م، قد قام بتبييض الجدران داخل الجامع وأضاع الأعمال الزخرفية الدقيقة بالجامع بدلا من إعادة ترميم وتلوين الزخارف الملونة بها، ولعل ذلك القرار كان أفضل من محاولة إعادة استنساخ طلاء الزخارف القديمة بطريقة رديئة نظرا لعدم وجود العمال المهرة المتخصصين بهذا العمل الفني الدقيق.
يوجد حول الباب من الداخل زخرفة بالبلاط الصيني الأخضر.

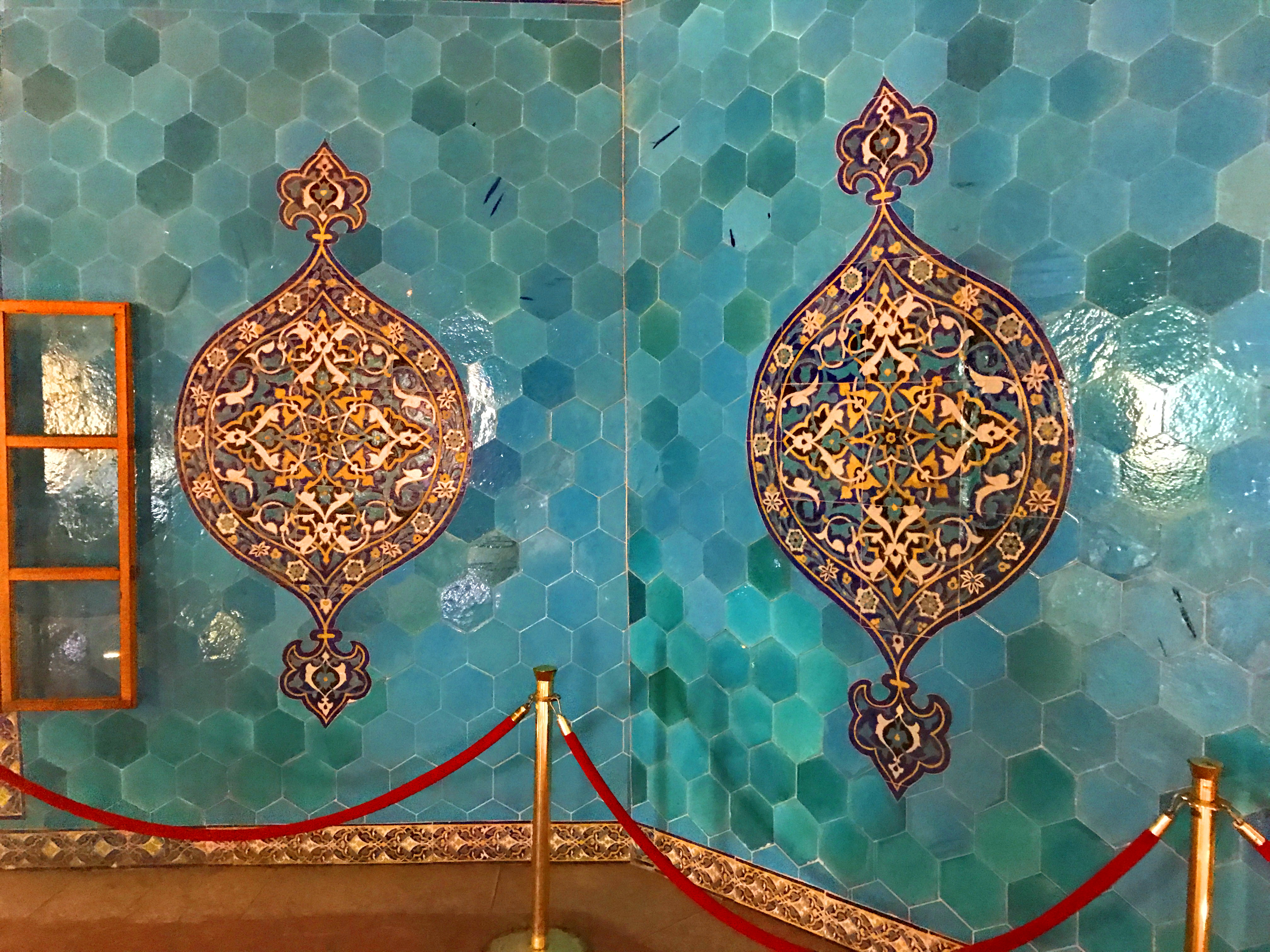
الزخرفة الداخلية على الجدران.

### باب الضريح

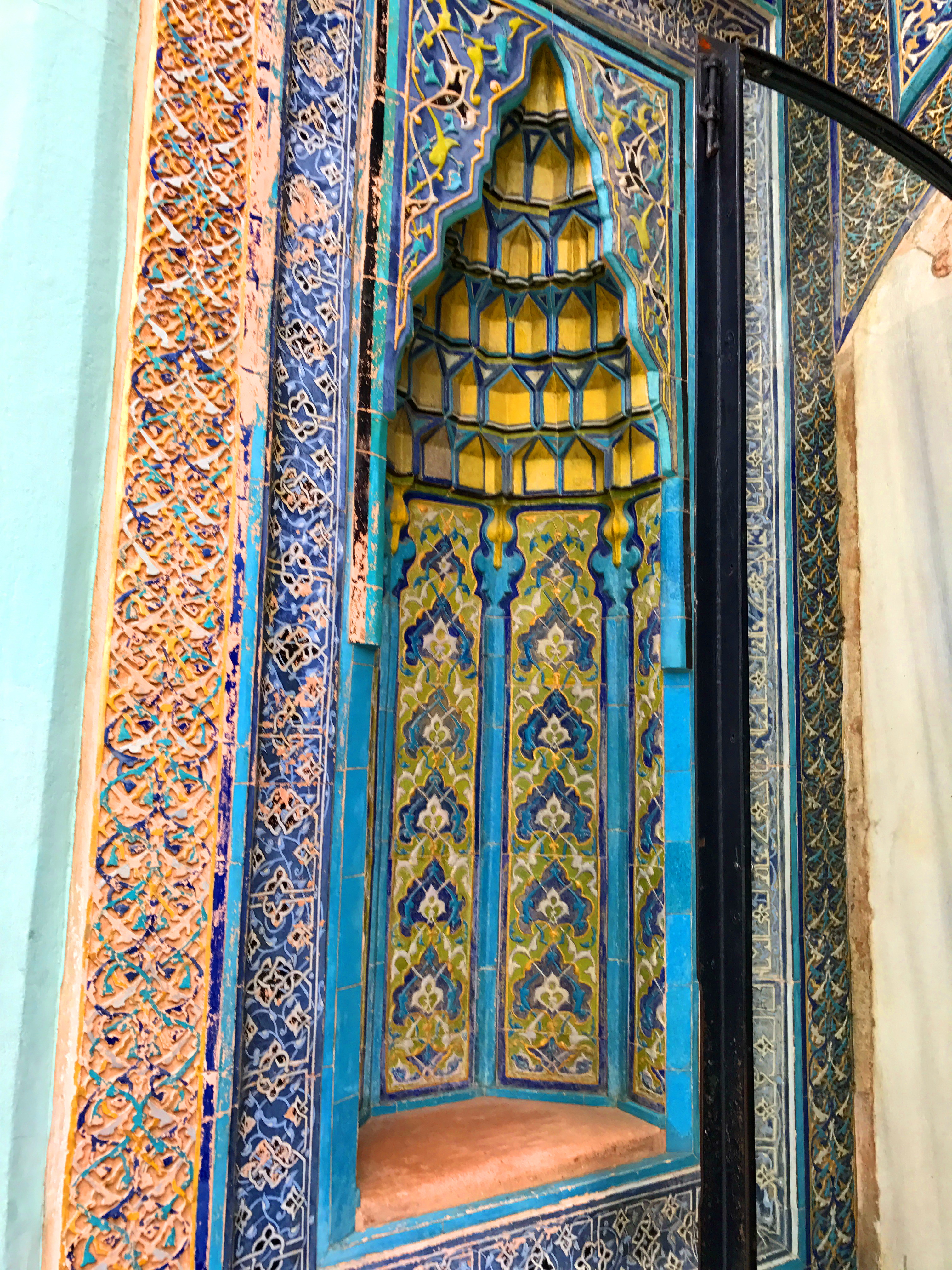
الزخرفة في الجانب الأيسر للمدخل.

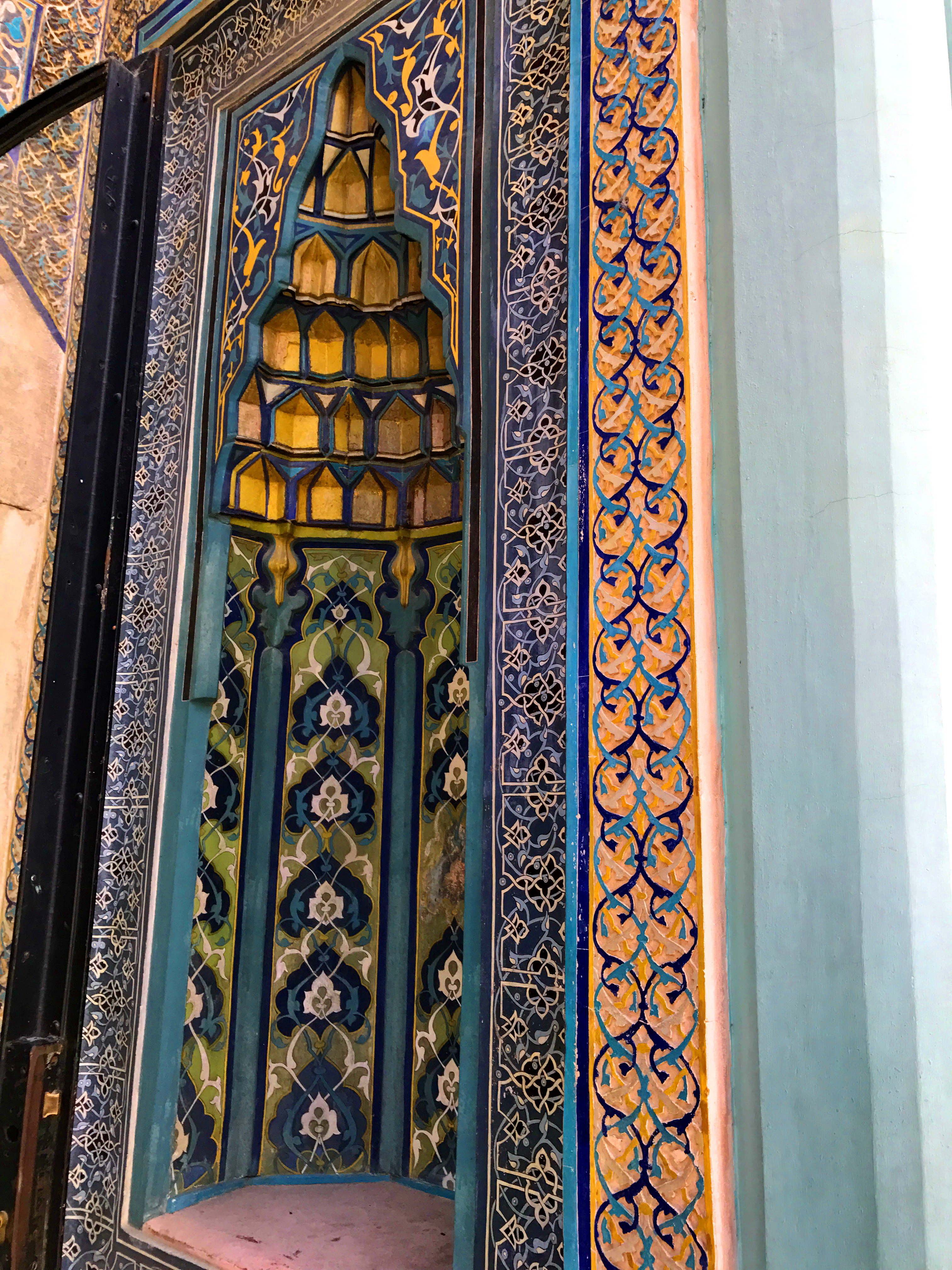
الزخرفة في الجانب الأيمن للمدخل.

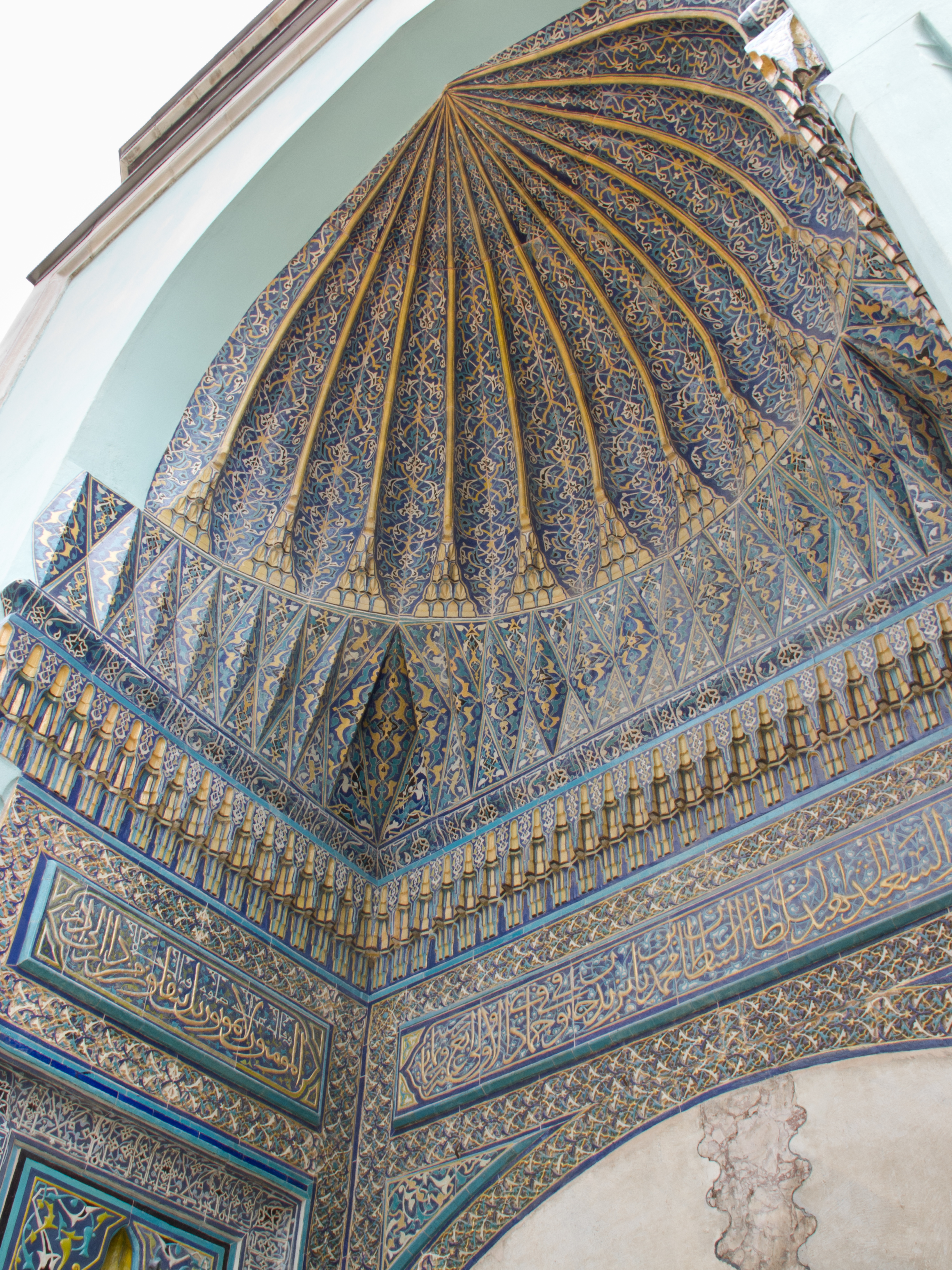
الزخرفة في الجانب الأيسر للمدخل، مكتوب فيها "وقال عليه الصلاة والسلام: المؤمنون لا يموتون بل يُنقلون من دار إلى دار".

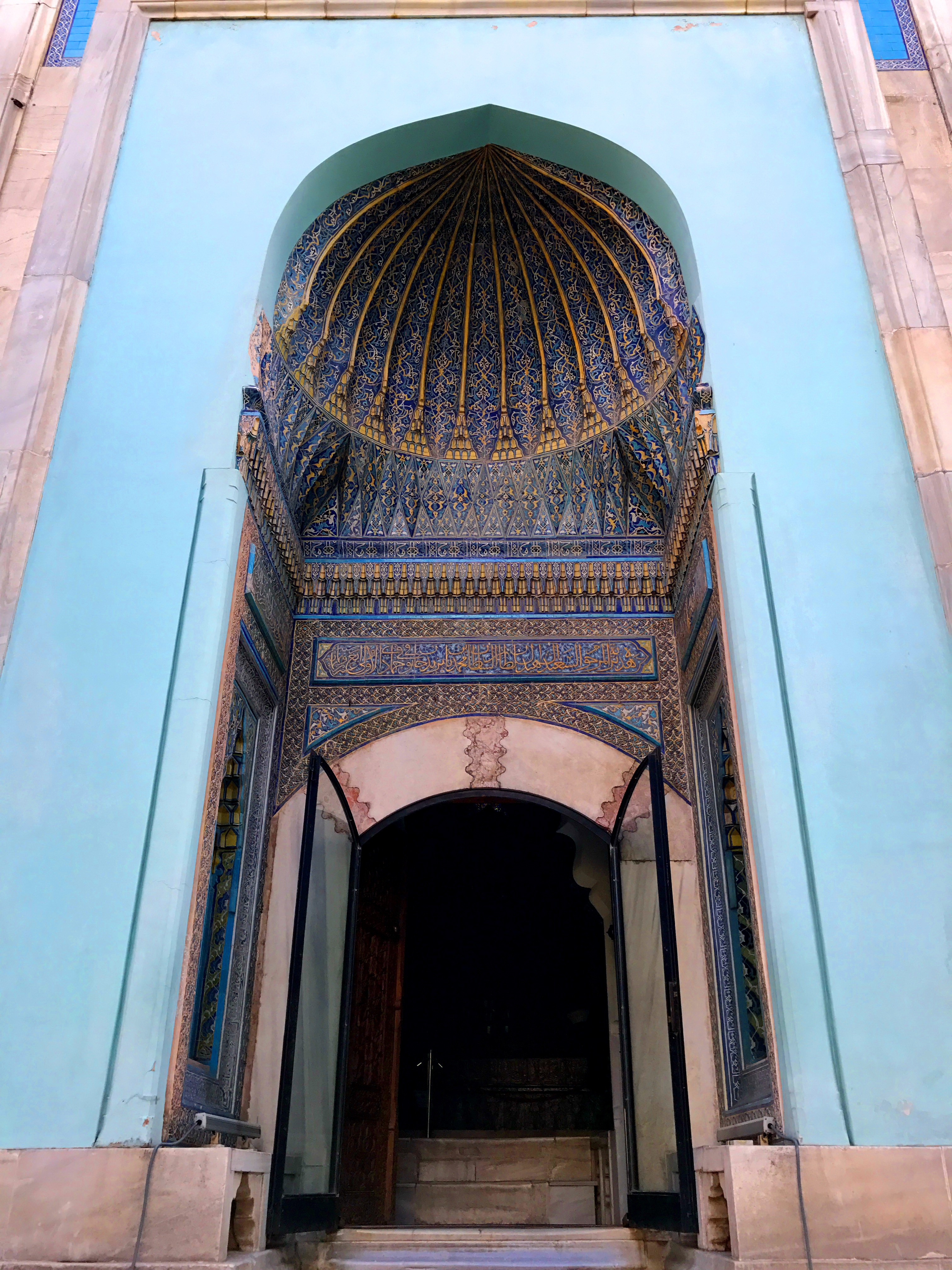
باب المدخل يعلوه قبو مزخرف بأعمال الخزف (صورة عالية الدقّة، اضغط للتكبير).

يوجد باب واحد للضريح، مرتفع ببضع سلمات رخامية.
يعلو الباب قبو (عقد قنطري) مزخرف بأعمال الخزف بالألوان الزرقاء والذهبية والبيضاء.
يوجد عن يمين وشِمال المدخل حليتان على شكل محرابين صغيرين مزخرفين بالبلاط واللون الأزرق والأصفر والأخضر والأبيض، بأشكال وردية وهندسية في داخل إطار كبير من الزخرفة يجمعهما مع زخرفة باب المدخل.

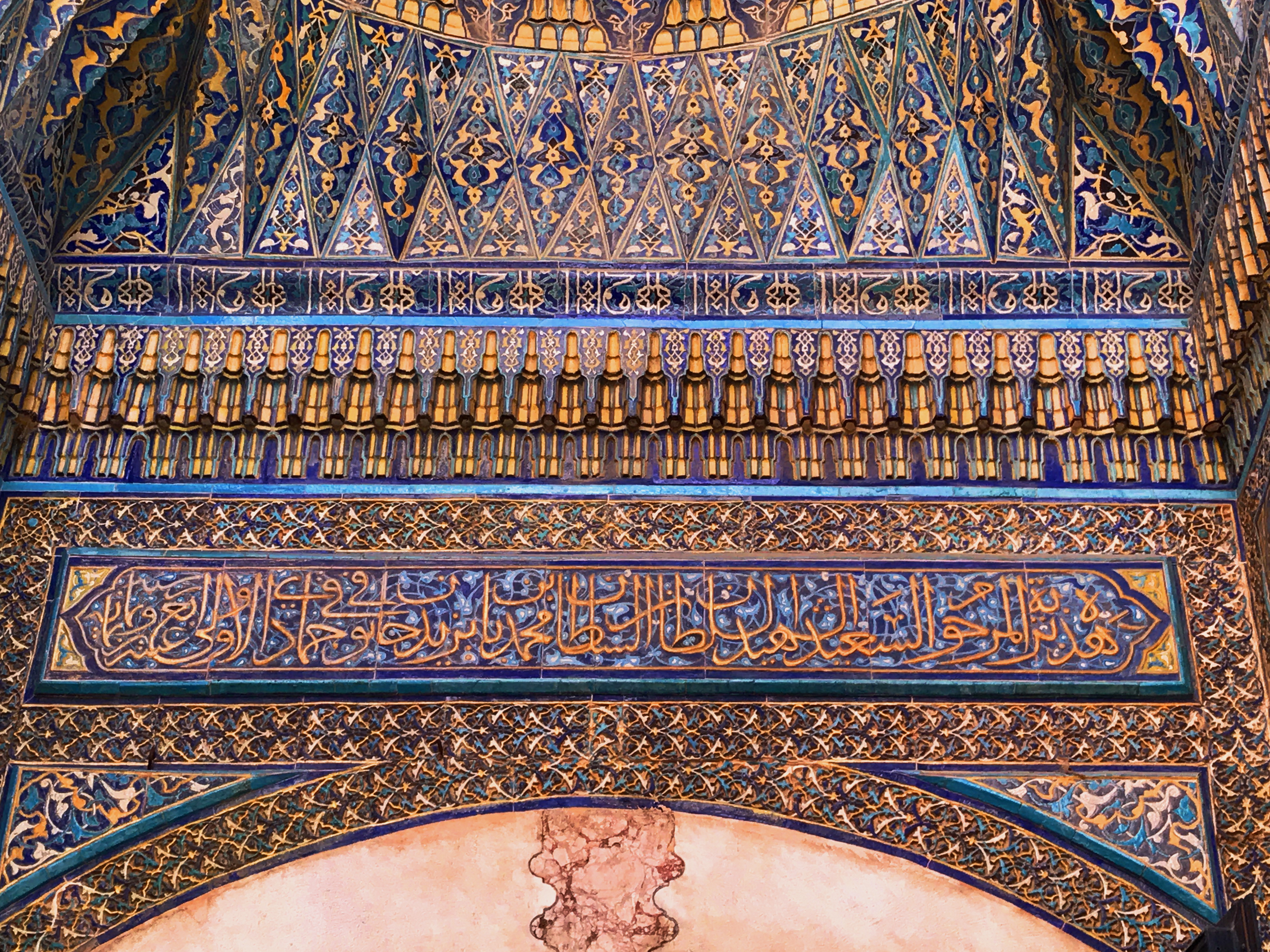
الزخرفة في الجزء العلوي من باب المدخل، ومكتوب في وسطها:
"هذه تربة المرحوم السعيد الشهيد السلطان بن السلطان محمد بن بايزيد خان توفي في جمادى الأولى سنة أربع وعشرون وثمانمائة"

### المحراب

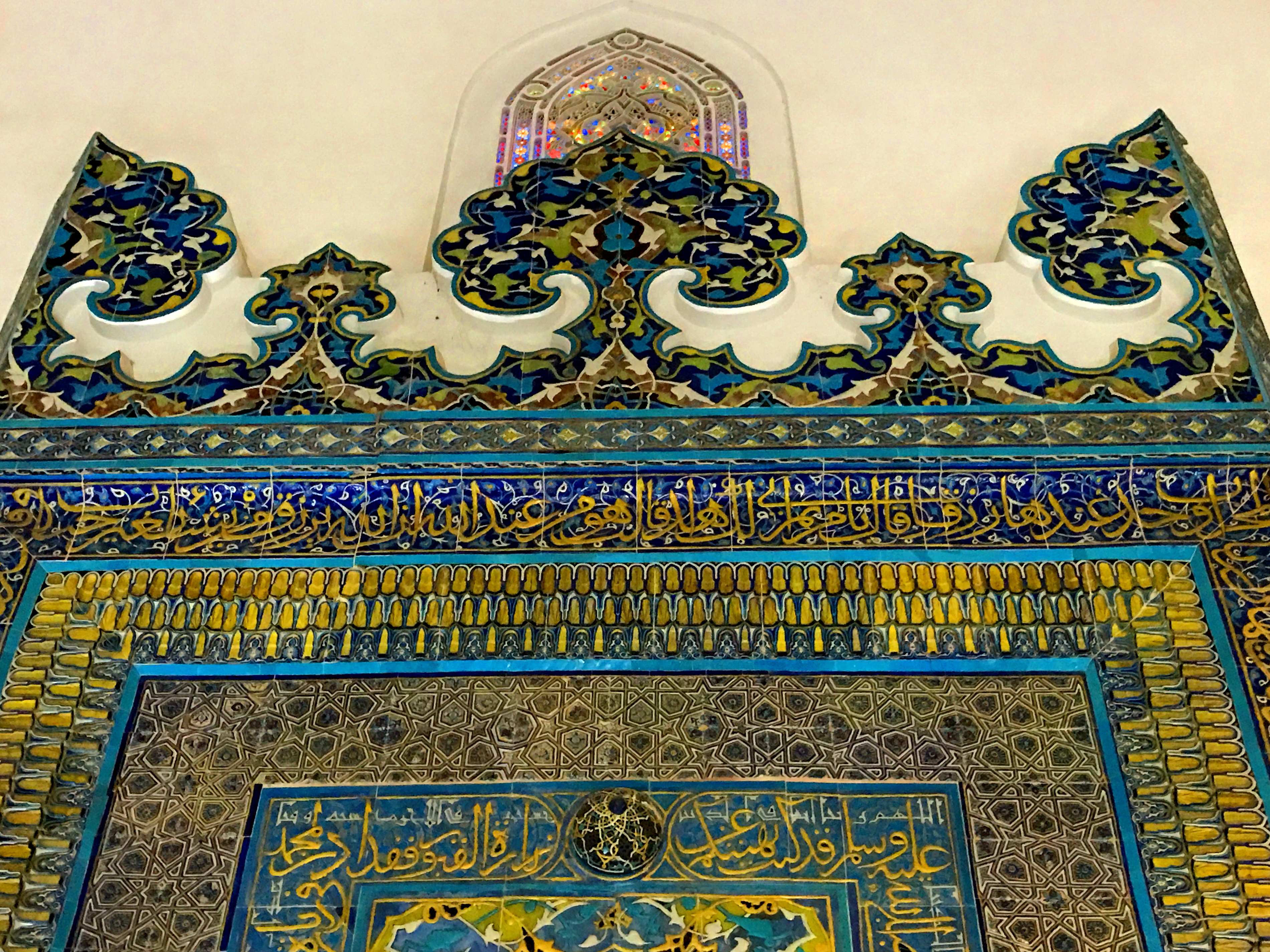
الزخرفة في الجزء العلوي من المحراب (صورة عالية الدقّة،اضغط للتكبير).

يوجد محراب بداخل الضريح على أحد الجدران الثمانية، مُزخرف بالمُقرنصات، كما أن جدار القبلة مزخرف أيضاً ويوجد حوله إطار كبير من بلاطات الزينة على صورة حديقة من الورود والقرنفل والزنابق.
يوجد محرابان زخرفيان آخران في الجزء الخارجي من باب المدخل عن اليمين والشِمال.

### القبور الداخلية
يوجد داخل الضريح هيكل على شكل نعش موضوع فوق قبر السلطان محمد الأول وتُحيط به سبعة قبور أخرى. هذا الهيكل الخشبي يرمز لمكان القبر المستطيل الذي يعلو شبراً عن الأرض، وهو مُزيَّن بالكتابة العربية وبتصاميم زخرفية على شكل الزهور باللون الأصفر والأبيض والأزرق والبلاط المزجّج.

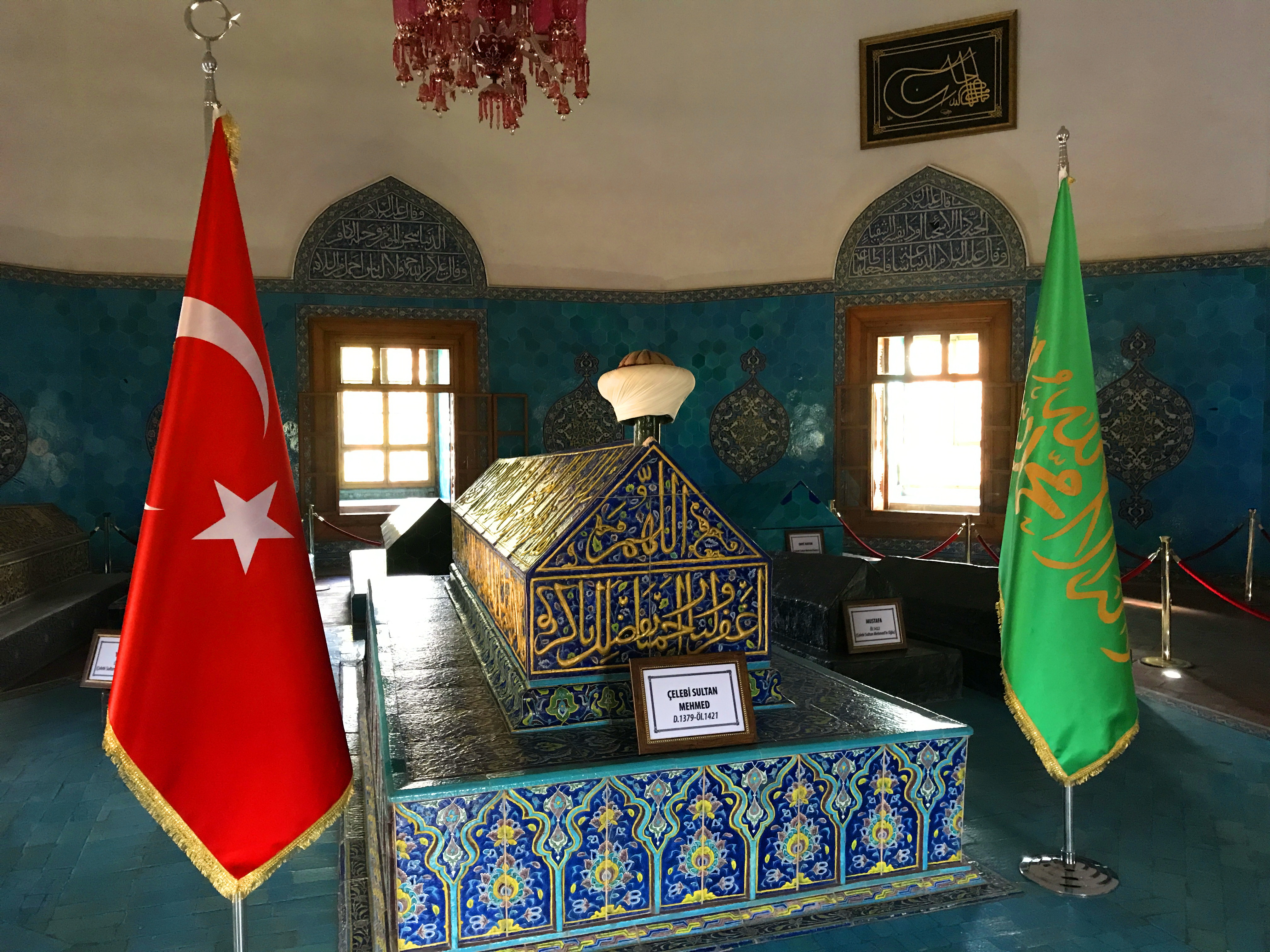
قبر السلطان محمد الأول داخل الضريح الأخضر. مكتوب على مقدمته:
«اللهم اغفر لنا وارحمنا بفضلك ياكريم».

يوجد بداخل الضريح قبور السلطان محمد الأول وأسرته، كما توجد بعض القبور القليلة حول الضريح من الخارج بالقرب من جدرانه.
قبور أولاده الذكور مصطفى ومحمود ويوسف لا زخارف بها وتقع عن يمين قبره ويساره.
تقع قبور الإناث كلها في صف واحد خلف قبور الذكور وهي مزخرفة بالبلاط الأزرق والأخضر الصيني ما عدا واحدة مزخرفة بالخشب وبالآيات القرآنية (قبر سلجوق خاتون).
يوجد تسعة قبور بداخل الضريح، قبر السلطان محمد الأول وأبناءه الثلاثة، وبناته الثلاثة ومُربية الأطفال:
1. قبر السلطان محمد الأول.
2. قبر مصطفى ابن السلطان محمد الأول.
3. قبر محمود ابن السلطان محمد الأول.
4. قبر يوسف ابن السلطان محمد الأول.
5. قبر سلجوق خاتون ابنة السلطان محمد الأول.
6. قبر ستّي خاتون (صفيّة) ابنة السلطان محمد الأول.
7. قبر عائشة خاتون ابنة السلطان محمد الأول.
8. قبر حفصة خاتون ابنة السلطان محمد الأول.
9. قبر داية خاتون مربية الأطفال (الدادة).

### الخط العربي

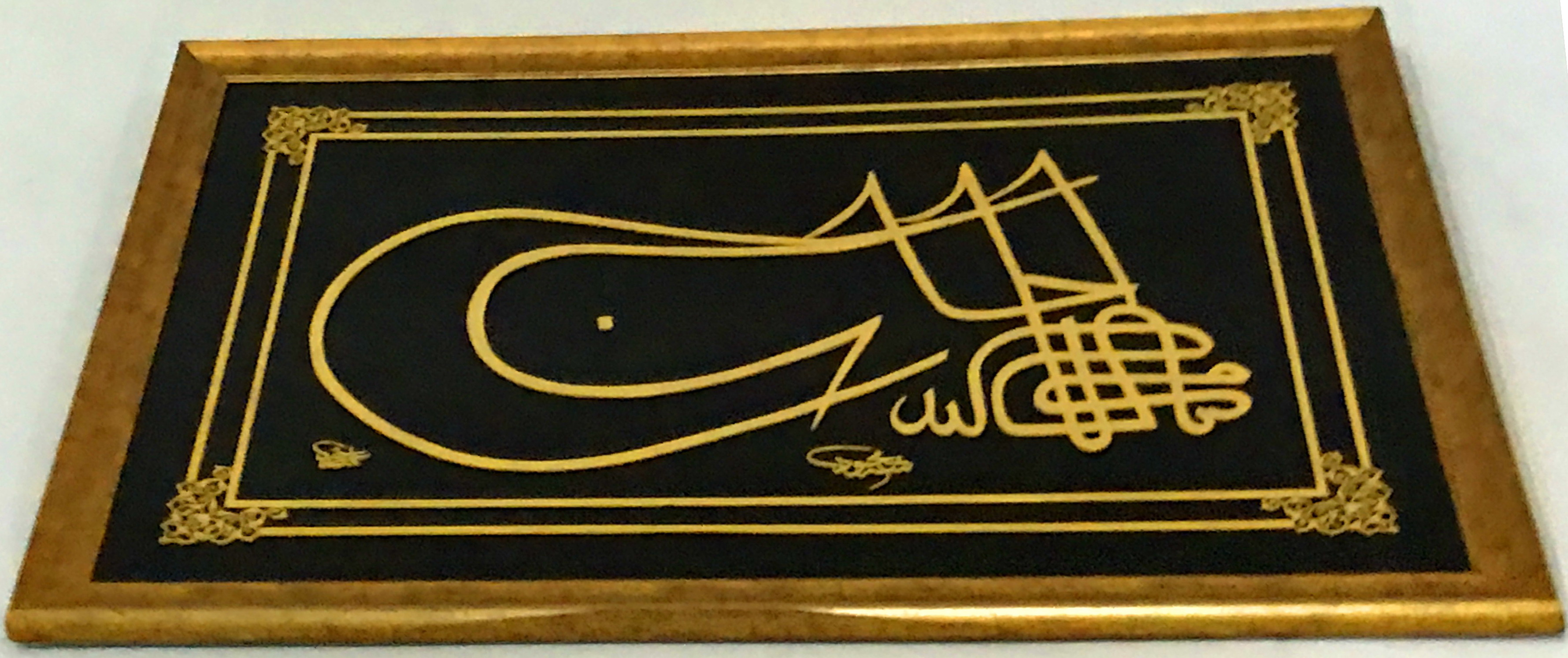
طغراء السلطان محمد الأول.

الزخرفة بالخط العربي بالضريح الأخضر متنوعة بين ما هو مكتوب أو محفور أو مصبوب في البلاط الصيني، وهي تتواجد فوق نوافذ الضريح، وعلى القبور وعلى إطار المحراب وأعلى باب المدخل، بالإضافة إلى لوحتين معلقتين على الجدران عن يمين ويسار المحراب.

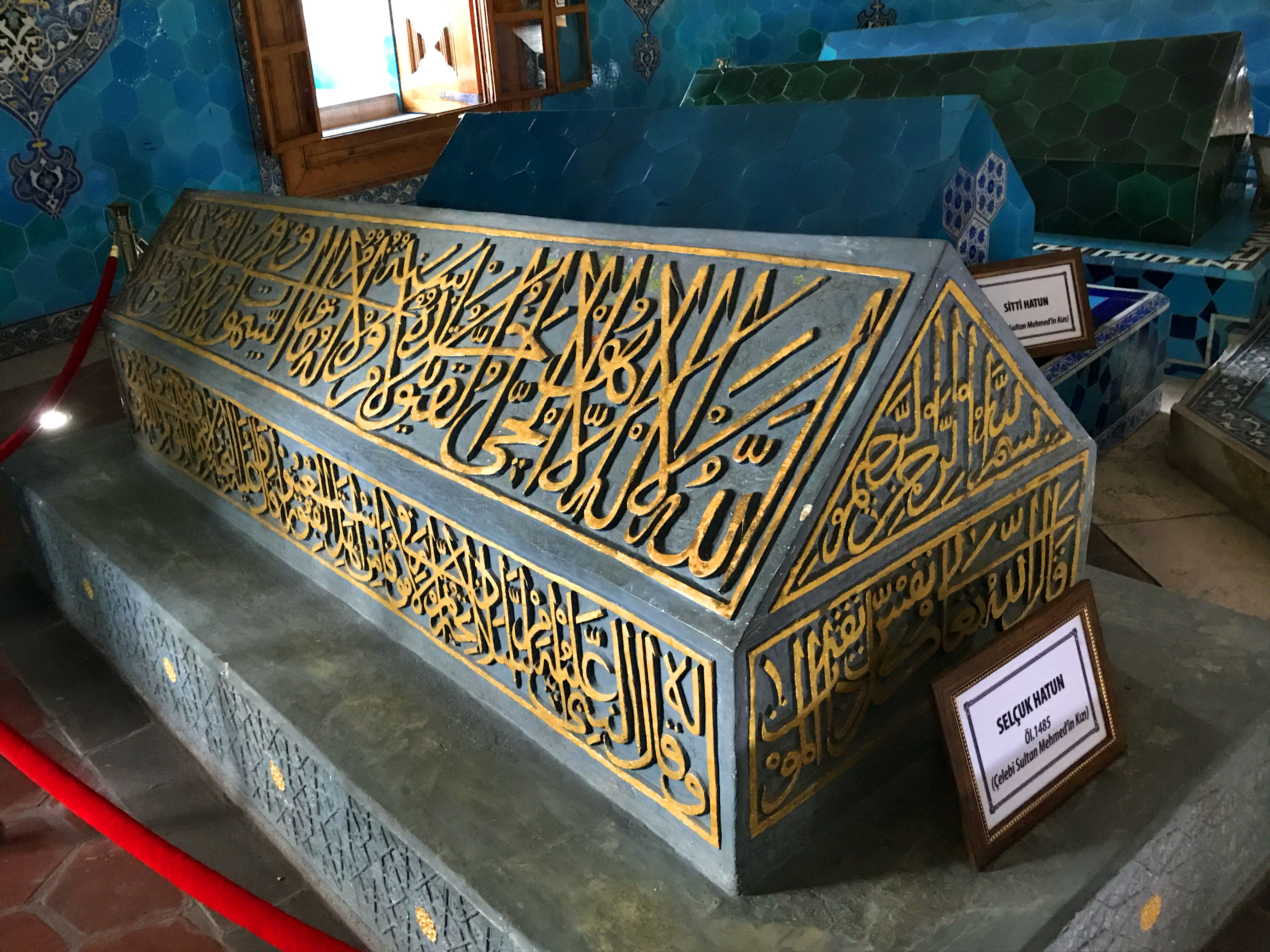
قبر سلجوق خاتون بداخل الضريح، هو القبر الوحيد الذي عليه زخارف عربية بارزة بآيات من القرآن والأحاديث النبوية. مكتوب عليه كما في الصورة: بسم الله الرحمن الرحيم. قال الله تعالى "كُلُّ نَفْسٍ ذَائِقَةُ الْمَوْتِ". و جزء من آية الكرسي "اللّهُ لاَ إِلَـهَ إِلاَّ هُوَ الْحَيُّ الْقَيُّومُ لاَ تَأْخُذُهُ سِنَةٌ وَلاَ نَوْمٌ لَّهُ مَا فِي السَّمَاوَاتِ وَمَا فِي الأَرْضِ مَن ذَا الَّذِي". وحديث نبوي شريف.

النوافذ مُزخرفة من الخارج بآيات من القرآن الكريم على بلاطات الخزف الصيني، بينما الزخرفة الداخلية للنوافذ فهي بأحاديث النبي ﷺ.
توجد لوحتان مُعلقتان في إطار خشبي بداخل الضريح، أعلى نافذتي الجدار الأيمن والأيسر المجاوران لجدار للمحراب. في الجدار المجاور ليمين المحراب آية من القرآن الكريم: «أَلَا إِنَّ نَصْرَ اللَّهِ قَرِيبٌ» من الآية 214 من سورة البقرة. وفي الجدار المجاور ليسار المحراب طغراء السلطان محمد الأول.
قبر سلجوق خاتون بداخل الضريح، هو القبر الوحيد الذي عليه زخارف عربية بارزة من الخشب بآيات من القرآن والأحاديث النبوية.
قبر السلطان محمد الأول مكتوب عليه آيات قرآنية وأدعية بخط الثلث بزخارف البلاط الخزفي الصيني الأزرق والأخضر والأصفر.

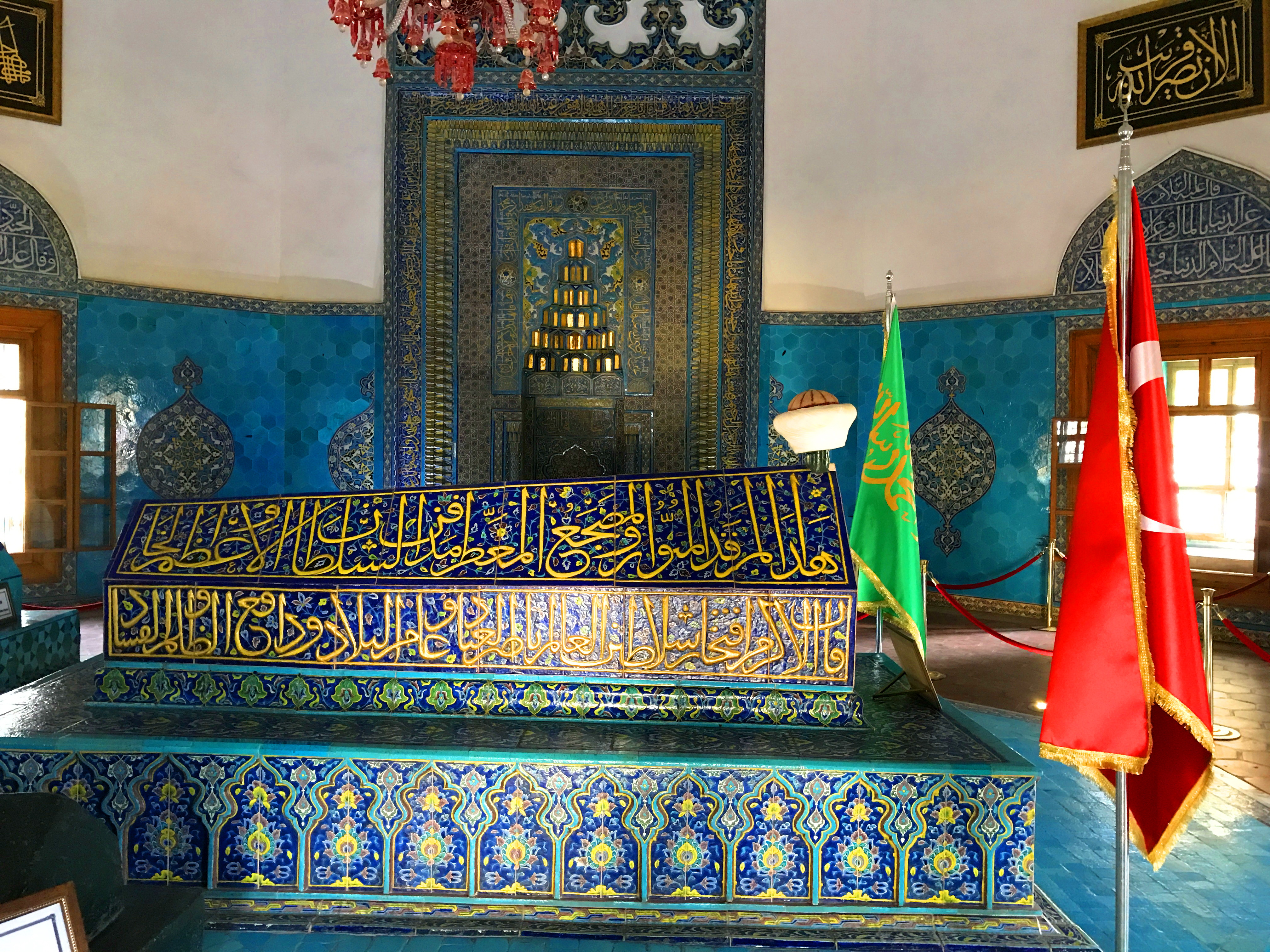
قبر السلطان محمد الأول داخل الضريح الأخضر مكتوب عليه بخط الثلث بزخارف البلاط الخزفي الصيني الأزرق والأخضر والأصفر: «هذا المرقد المُنوَّر والمضجع المعطَّر مدفن السلطان الأعظم الخاقان الأكرم افتخار سلاطين العالم ناصر العباد وعامر البلاد ودافع الظلم والفساد».
ومن الناحية الأخرى للقبر مكتوب: «الغازي المجاهد السلطان محمد بن السلطان المغفور أبي يزيد بن مراد خان تغمده الله رضوانه وأسكنه فراديس جنانه. توفي في شهر جمادى الأول سنة أربع وعشرون وثمانمائة»

## ترميمات الضريح

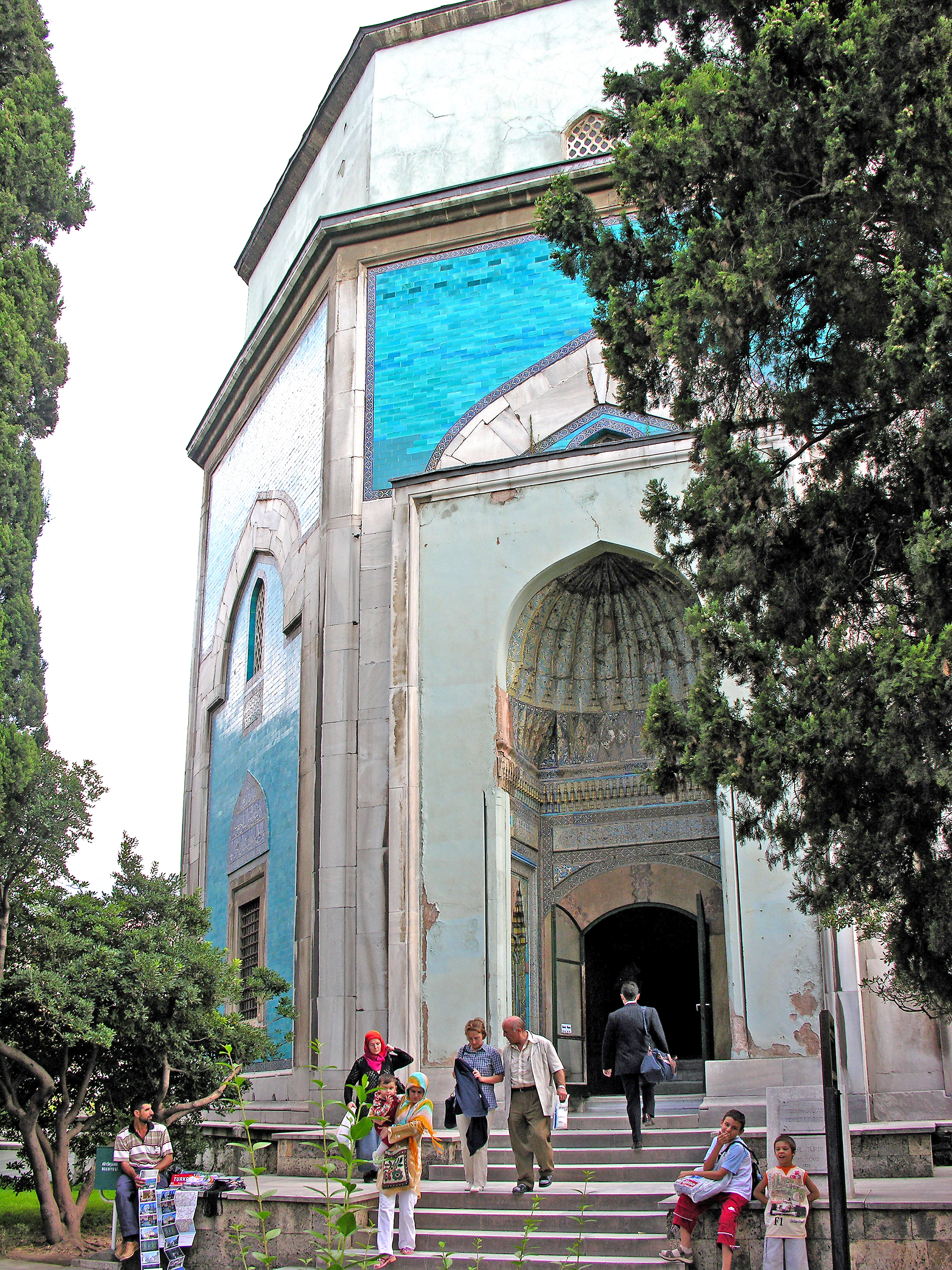
مدخل الضريح والسلم الرخامي.

جرى أول ترميم للضريح بعد 253 عاماً من وفاة السلطان محمد الأول، وكان ذلك في عام 1647م، بواسطة المعماري «الحاج مصطفى بن عابدين».
في عام 1769م قام المعماري «السيد الحاج شريف أفندي» بترميم الضريح.
وفي أعوام 1864-1867م قام المعماري الفرنسي «ليون بارفِيّيه» (بالفرنسية: Léon Parvillée)‏ بإعادة الترميم عقب زلزال بورصة 1855م الكبير الذي ألحق أضراراً واسعة.
قام المهندس العثماني عثمان حمدي بك بإعادة الترميم عام 1904م.
جرت آخر عملية ترميم في عام 2004م، وقام بها المعماري «ماجد روشتو كورال» (بالتركية: Macit Rüştü Kural)‏ وبمعاونة المعمارية «زوهتو باشار» (بالتركية: Zühtü Başar)‏.

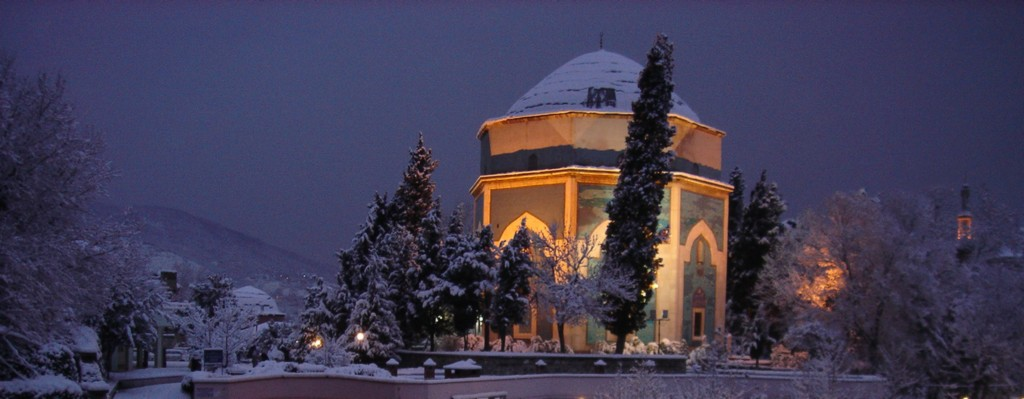
الضريح الأخضر تحت الثلوج في جنح الليل، عام 2009م.

## معرض الصور

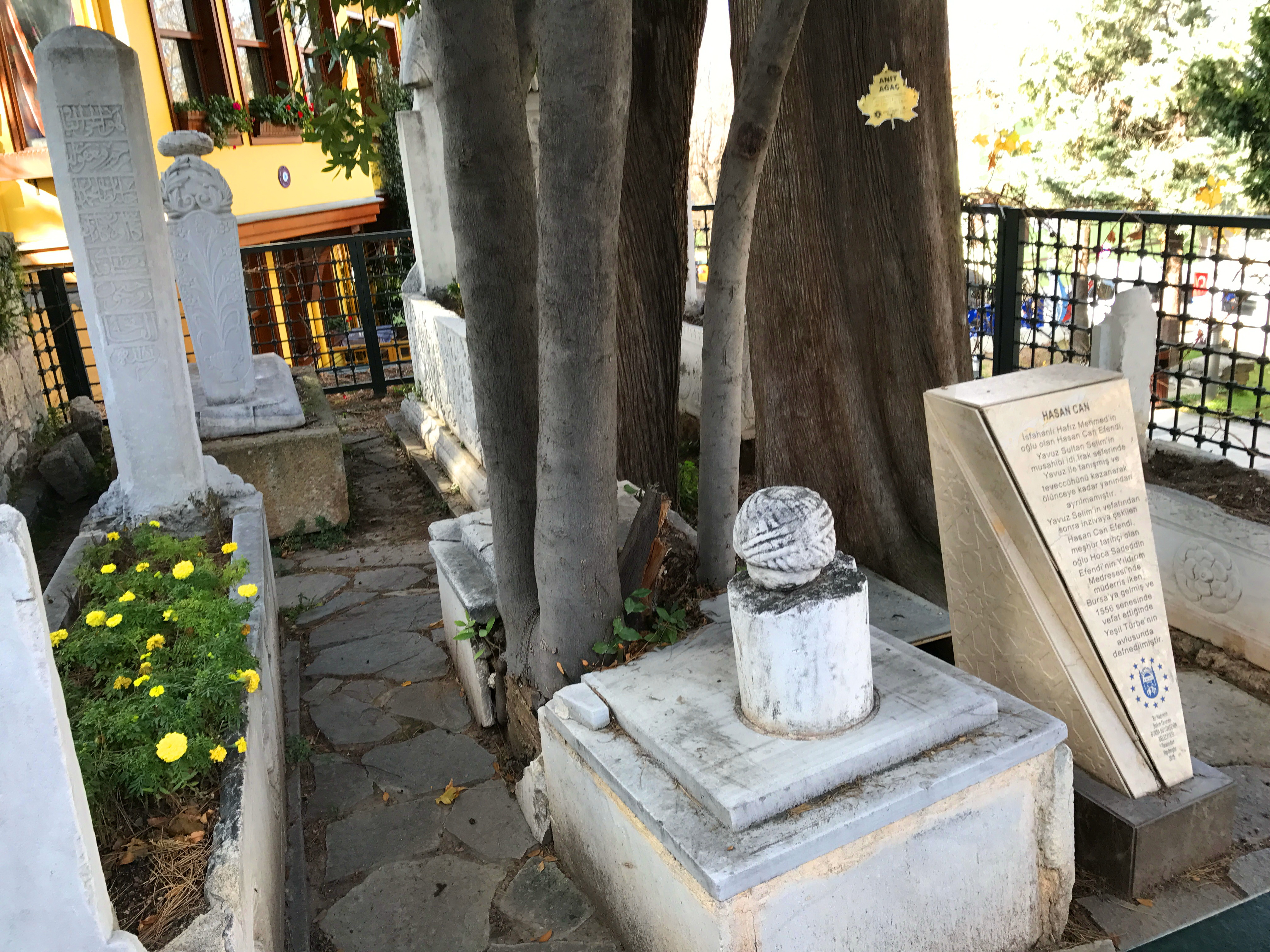
قبور خارج الضريح، ويظهر قبر "حسن جان".
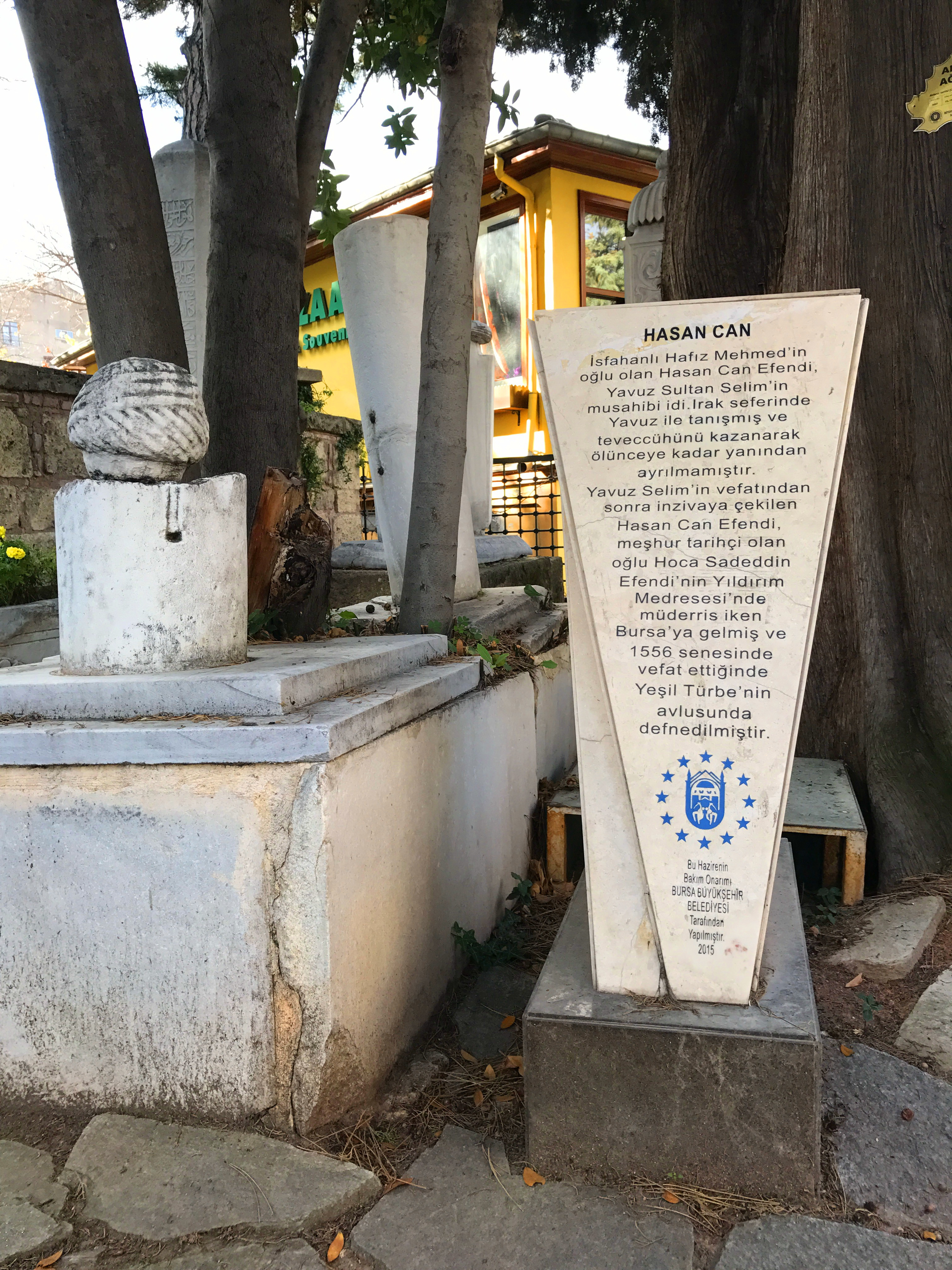
قبور خارج الضريح.
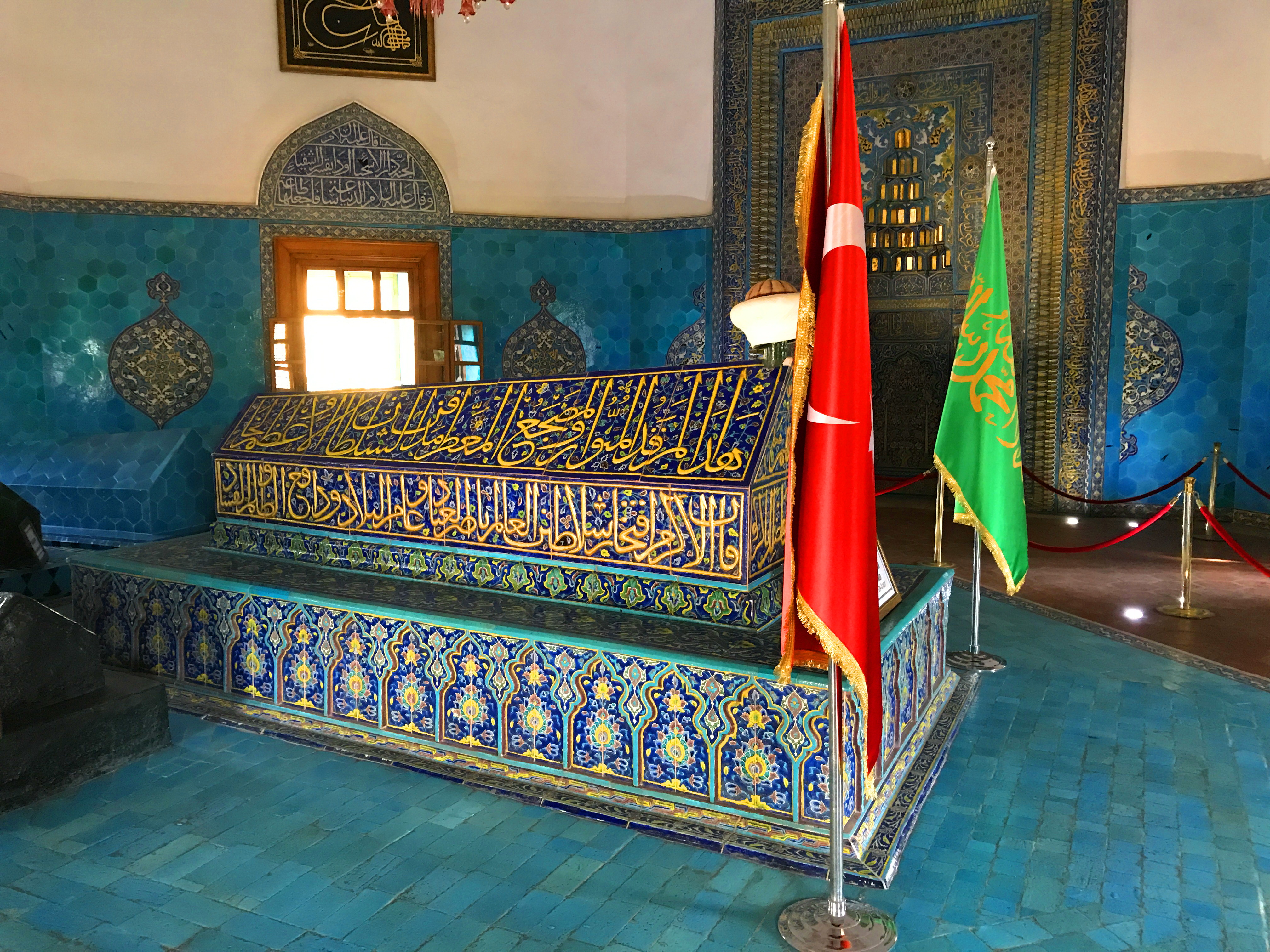
قبر السلطان محمد الأول بداخل الضريح وعليه نقوش مكتوبة باللغة العربية.
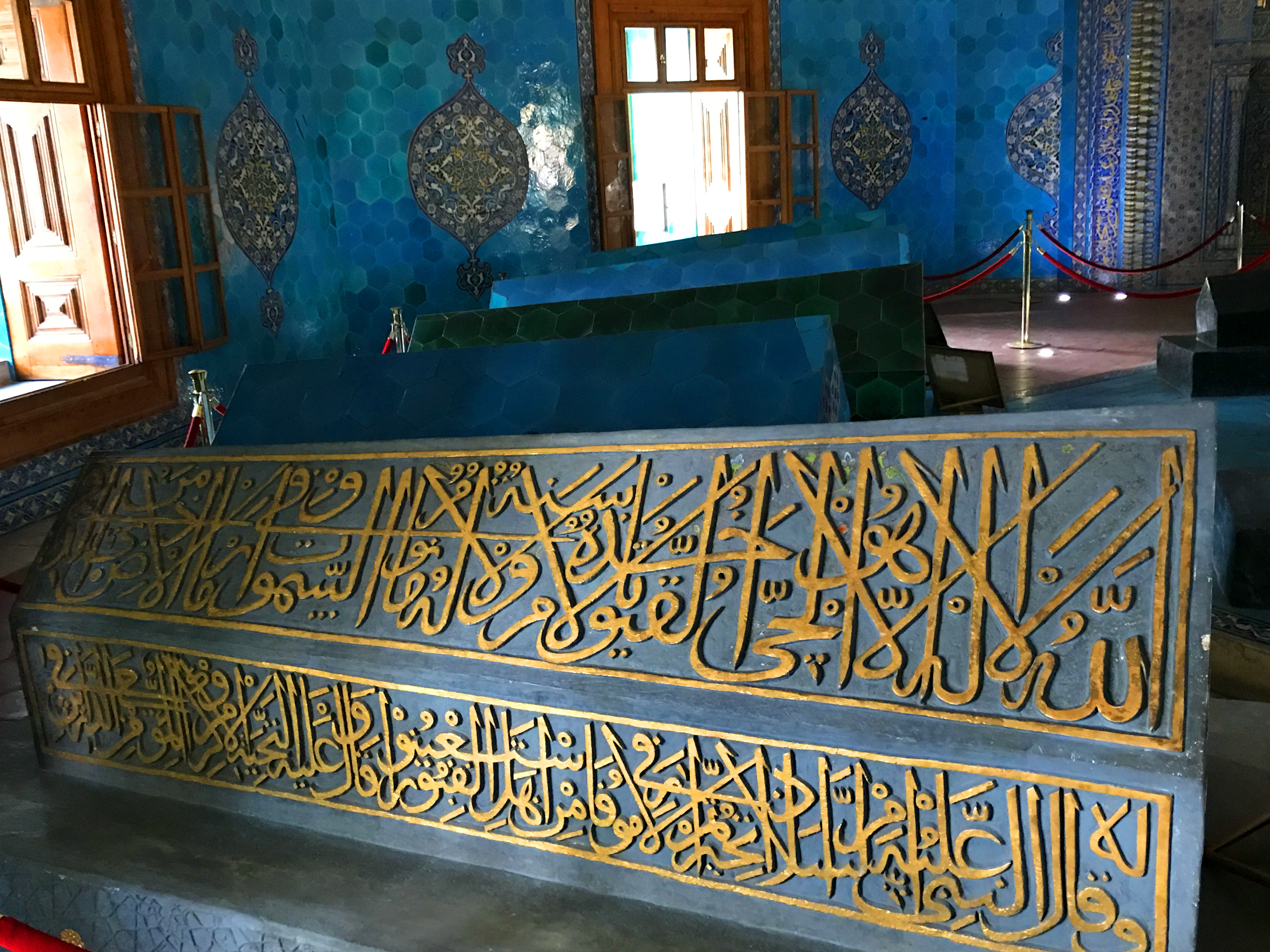
قبر سلجوق خاتون بداخل الضريح، الوحيد الذي عليه زخارف عربية بآيات من القرآن والأحاديث النبوية.

## وصلات خارجية
- الضريح الأخضر.
- ArchNet.org - صور الضريح الأخضر.
- 28 صورة للضريح الأخضر.